# Liste des maires de Sarcelles
Cet article dresse une liste par ordre de mandat des maires de Sarcelles, commune française située dans le département du Val-d'Oise en région Île-de-France.

## Liste des maires
| Période                                  | Période                    | Identité                             | Étiquette | Qualité |
| ---------------------------------------- | -------------------------- | ------------------------------------ | --------- | --- |
| Les données manquantes sont à compléter. |                            |                                      |           | |
| 1794                                     | 1794                       | M. Mennessieu                        |           | |
| 1794                                     | 1795                       | M. Dallet                            |           | |
| 1795                                     | mars 1800                  | M. Boulière                          |           | |
| mars 1800                                | novembre 1800              | M. Bonnevie                          |           | |
| 1800                                     | 1801                       | M. Delpine                           |           | |
| 1801                                     | 1813                       | M. Boulière                          |           | |
| 1813                                     | 1814                       | M. Desaisement                       |           | |
| 1814                                     | 1819                       | M. Bonnevie                          |           | |
| 1819                                     | 1827                       | M. Payen                             |           | |
| 1827                                     | 1831                       | M. Prunier                           |           | |
| 1831                                     | 1833                       | M. Robineau                          |           | |
| 1833                                     | 1834                       | M. Prunier                           |           | |
| 1834                                     | 1846                       | André-Jacques Delaruelle (1767-1854) |           | Avocat et avoué à Paris |
| 1846                                     | 1852                       | M. Billos                            |           | |
| 1852                                     | 18??                       | M. Lassere                           |           | |
| 1871                                     | 1876                       | M. Thibault                          |           | |
| 1876                                     | 1878                       | M. Veilly                            |           | |
| 1878                                     | 1896                       | M. Ayle                              |           | |
| 1896                                     | 1904                       | M. Malherbe                          |           | |
| 1904                                     | 1908                       | M. Delsarte                          |           | |
| 1908                                     | 1919                       | M. Dessaigne                         |           | |
| 1919                                     | 1923                       | M. Carpin                            |           | |
| 1923                                     | 1939                       | Olivier Ernest Georges Langlois      |           | Épicier |
| 1939                                     | 1953                       | Henri Meyer                          |           | |
| 1953                                     | 1962                       | André Colle                          |           | |
| 1962                                     | 1965                       | René Salmon                          | DVD       | Conseiller général de Sarcelles-Centre (1964 → 1965) |
| 1965                                     | 1983,                      | Henry Canacos                        | PCF       | Agent technique Député du Val-d'Oise (5e circ.) (1967 → 1968, 1973 → 1981) Conseiller général de Sarcelles-Centre (1965 → 1966) |
| 9 octobre 1983                           | 1995                       | Raymond Lamontagne,                  | RPR       | Directeur de maison de retraite Député du Val-d'Oise (7e circ.) (1993 → 1997) Conseiller général de Sarcelles-Saint-Brice (1976 → 1979) puis de Sarcelles-Sud-Ouest (1979 → 1993) Vice-président[Quand ?] du Conseil général du Val-d'Oise Conseiller régional[Quand ?] |
| 18 juin 1995,                            | 3 juin 1997                | Dominique Strauss-Kahn               | PS        | Professeur d'université Ministre (1991 → 1993 et 1997 → 1999) Député du Val-d'Oise (8e circ.) (1988 → 1991, 1997 et 2002→ 2007) |
| 3 juin 1997                              | août 2017                  | François Pupponi                     | PS        | Député du Val-d'Oise (8e circ.) (2007 → ) Conseiller général de Sarcelles-Nord-Est (1998 → 2008) Vice-président de la CA Val de France (2014 → ) Président de l'ANRU (2014 → 2017) Démissionnaire à la suite de sa réélection comme député                              |
| septembre 2017,                          | mars 2018                  | Nicolas Maccioni                     | PS        | Directeur des affaires publiques et des relations avec les territoires d'Akuo Energy. Démissionnaire |
| mars 2018,                               | décembre 2018              | Annie Péronnet                       | PCF       | Vice-présidente de la CA Roissy Pays de France (2016 → 2018) Démissionnaire |
| décembre 2018,                           | En cours (au 27 juin 2021) | Patrick Haddad                       | PS        | Vice-président de la CA Roissy Pays de France (2020 → ) Conseiller départemental de Sarcelles (2021 → ) Réélu pour le mandat 2020-2026 |